# Vergoncey
Vergoncey és un municipi delegat francès, situat al departament de la Manche i a la regió de Normandia. El 2017 va fusionar amb el municipi nou de Saint-James. L'any 2007 tenia 214 habitants.

## Demografia

### Població
El 2007 la població de fet de Vergoncey era de 214 persones. Hi havia 80 famílies de les quals 24 eren unipersonals (16 homes vivint sols i 8 dones vivint soles), 20 parelles sense fills, 32 parelles amb fills i 4 famílies monoparentals amb fills.
La població ha evolucionat segons el següent gràfic:
Habitants censats

### Habitatges
El 2007 hi havia 120 habitatges, 85 eren l'habitatge principal de la família, 22 eren segones residències i 13 estaven desocupats. 119 eren cases i 1 era un apartament. Dels 85 habitatges principals, 58 estaven ocupats pels seus propietaris, 25 estaven llogats i ocupats pels llogaters i 2 estaven cedits a títol gratuït; 1 tenia una cambra, 4 en tenien dues, 16 en tenien tres, 16 en tenien quatre i 48 en tenien cinc o més. 75 habitatges disposaven pel capbaix d'una plaça de pàrquing. A 46 habitatges hi havia un automòbil i a 34 n'hi havia dos o més.

### Piràmide de població
La piràmide de població per edats i sexe el 2009 era:
| Homes | Edats   | Dones |
| ----- | ------- | ----- |
| 0     | 95 o +  | 0     |
| 0     | 90 a 94 | 0     |
| 0     | 85 a 89 | 4     |
| 0     | 80 a 84 | 0     |
| 8     | 75 a 79 | 4     |
| 4     | 70 a 74 | 8     |
| 4     | 65 a 69 | 8     |
| 12    | 60 a 64 | 8     |
| 0     | 55 a 59 | 0     |
| 4     | 50 a 54 | 4     |
| 8     | 45 a 49 | 4     |
| 4     | 40 a 44 | 4     |
| 12    | 35 a 39 | 8     |
| 8     | 30 a 34 | 8     |
| 12    | 25 a 29 | 12    |
| 0     | 20 a 24 | 0     |
| 0     | 15 a 19 | 0     |
| 4     | 10 a 14 | 12    |
| 0     | 5 a 9   | 20    |
| 4     | 0 a 4   | 4     |

## Economia
El 2007 la població en edat de treballar era de 127 persones, 104 eren actives i 23 eren inactives. De les 104 persones actives 98 estaven ocupades (57 homes i 41 dones) i 6 estaven aturades (3 homes i 3 dones). De les 23 persones inactives 7 estaven jubilades, 5 estaven estudiant i 11 estaven classificades com a «altres inactius».

### Ingressos
El 2009 a Vergoncey hi havia 86 unitats fiscals que integraven 217 persones, la mediana anual d'ingressos fiscals per persona era de 15.820 €.

### Activitats econòmiques
Dels 6 establiments que hi havia el 2007, 1 era d'una empresa alimentària, 1 d'una empresa de construcció, 1 d'una empresa de transport i 3 d'empreses d'hostatgeria i restauració.
L'únic servei als particulars que hi havia el 2009 era una fusteria.
L'únic establiment comercial que hi havia el 2009 era una fleca.
L'any 2000 a Vergoncey hi havia 25 explotacions agrícoles que ocupaven un total de 637 hectàrees.

## Equipaments sanitaris i escolars
El 2009 hi havia una escola elemental integrada dins d'un grup escolar amb les comunes properes formant una escola dispersa.

## Poblacions més properes
El següent diagrama mostra les poblacions més properes.